# Могенсен, Томас
Томас Могенсен (дат. Thomas Mogensen; род. 30 января 1983, Оддер) — датский гандболист, играющий на позиции разыгрывающего и выступающий за клуб Скьерн хандбол и за сборную Дании.

## Карьера

#### Клубная
Томас Могенсен начинал профессиональную карьеру в ГК Виборг. В 2003 году Томас Могенсен перешёл в ГОГ Свендборг. В 2007 году Томас Могенсен перешёл в Фленсбург-Хандевитт. В составе Фленсбурга Томас Могенсен выиграл кубок Германии в 2015, лигу чемпионов ЕГФ в 2014

#### Сборная
Томас Могенсен выступает за сборную Дании. Дебют Могенсена в сборной произошло 7 июня 2003 года, в матче против Словении. Всего за сборную Томас Могенсен сыграл 106 матчей и забросил 261 голов.

## Награды
- Обладатель кубка Дании: 2003, 2005
- Чемпион Дании: 2004, 2007
- Обладатель кубка Германии: 2015
- Чемпион Германии: 2018
- Победитель лиги чемпионов ЕГФ: 2014
- Победитель кубка обладателей кубков ЕГФ: 2012
- Победитель чемпионата Европы: 2012
- Серебряный призёр чемпионата Европы: 2014
- Серебряный призёр чемпионата Мира: 2011

## Статистика
Статистика Томаса Могенсена в сезоне 2017/18, указано на 5.6.2018.
| Сезон   | Клуб                | Лига       | Матчи | Голы   | Голы   | Голы  |
| Сезон   | Клуб                | Лига       | Матчи | С игры | 7-метр | Всего |
| ------- | ------------------- | ---------- | ----- | ------ | ------ | ----- |
| 2007/08 | Фленсбург-Хандевитт | Бундеслига | 34    | 128    | 9      | 119   |
| 2008/09 | Фленсбург-Хандевитт | Бундеслига | 34    | 162    | 5      | 157   |
| 2009/10 | Фленсбург-Хандевитт | Бундеслига | 34    | 122    | 0      | 122   |
| 2010/11 | Фленсбург-Хандевитт | Бундеслига | 26    | 82     | 0      | 82    |
| 2011/12 | Фленсбург-Хандевитт | Бундеслига | 34    | 106    | 0      | 106   |
| 2012/13 | Фленсбург-Хандевитт | Бундеслига | 32    | 127    | 0      | 127   |
| 2013/14 | Фленсбург-Хандевитт | Бундеслига | 33    | 117    | 0      | 117   |
| 2014/15 | Фленсбург-Хандевитт | Бундеслига | 33    | 124    | 0      | 124   |
| 2015/16 | Фленсбург-Хандевитт | Бундеслига | 31    | 90     | 0      | 90    |
| 2016/17 | Фленсбург-Хандевитт | Бундеслига | 31    | 80     | 0      | 80    |
| 2017/18 | Фленсбург-Хандевитт | Бундеслига | 34    | 65     | 0      | 65    |